# Anna Maria Llatas d'Agustí
Anna Maria Llatas d'Agustí (1886 - Barcelona, 25 de març de 1969), fou una educadora catalana. Ha estat considerada una figura cabdal en l'assistència social a Espanya. En la seva trajectòria vital va demostrar sempre un especial interès per tots els temes relacionats amb les qüestions socials.
Es va formar a l'Escola Catòlica de Servei Social de Brussel·les, gràcies a una beca concedida l'any 1930 per Raül Roviralta, conseller d'assistència social de Barcelona.
L'any 1932, amb la informació recollida a Brussel·les i també a l'Escola Social de Suïssa, va fundar a Barcelona la primera escola de treball social d'Espanya, la Escuela de Asistencia Social para la Mujer, amb la finalitat de donar una formació tècnica a les persones que volien dedicar-se a tasques assistencials. Anna Maria Llatas en va ser la directora des de la seva fundació fins a l'inici de la Guerra Civil.
L'any 1941, va tornar a ser directora de l'antiga Escuela de Asistencia Social para la Mujer, llavors Escuela Católica de Enseñanza Social, que va dirigir fins a l'any 1957. Posteriorment, va seguir vinculada a la institució i, en jubilar-se, va ser-ne nomenada directora honorària. Va morir l'any 1969.

## Altres pioneres del treball social
- Maria Estrada i Clerch
- Mercè Fontanilles i Mas
- Elàdia Farraudo i Puigdollers